# Институт за бъдещето
Институтът за бъдещето (на английски: Institute for the Future, IFTF ) е американски мозъчен тръст, базиран в Пало Алто. Създаден е през 1968 година като спиноф на корпорацията RAND, с цел подпомагане на организации в изготвянето на планове за дългосрочното бъдеще – област, известна като футурология.
Един от директорите на института, ръководил го в продължение на близо двадесет години през 70-те и 80-те години на ХХ век, е Рой Амара, чието наблюдение върху трудностите при предсказване на ефектите от новите технологии остава популярно като „закон на Амара“.